# Demografía de Mali
Este artículo trata acerca de las características demográficas de la población de Mali, incluyendo la densidad de población, la etnia, el nivel educativo, la salud de la población, la situación económica, las afiliaciones religiosas y otros aspectos de la población.

## Perfil demográfico
Se espera que la población total de Mali se duplique para 2035; su capital, Bamako, es una de las ciudades de más rápido crecimiento de África. Una estructura de edad joven, una tasa de mortalidad en descenso y una elevada tasa de fertilidad total sostenida de 6 hijos por mujer -la tercera más alta del mundo- garantizan un rápido y continuo crecimiento de la población en un futuro previsible. La importante emigración sólo atenúa marginalmente este crecimiento. A pesar de los descensos, las tasas de mortalidad infantil y materna de Mali siguen estando entre las más altas del África subsahariana debido al limitado acceso y adopción de la planificación familiar, la maternidad temprana, los cortos intervalos entre nacimientos, la prevalencia de la ablación, el uso poco frecuente de parteras cualificadas y la falta de atención obstétrica y neonatal de emergencia.
La elevada tasa de fecundidad total de Mali se ha mantenido prácticamente inalterada durante décadas, como resultado de la continua preferencia por las familias numerosas, la maternidad temprana, la falta de educación y empoderamiento de la mujer, la pobreza y el uso extremadamente bajo de anticonceptivos. Frenar el crecimiento demográfico de Mali reduciendo su tasa de natalidad será esencial para reducir la pobreza, mejorar la seguridad alimentaria y desarrollar el capital humano y la economía.
Mali tiene una larga historia de migración y emigración estacional impulsada por la pobreza, los conflictos, la presión demográfica, el desempleo, la inseguridad alimentaria y las sequías. Muchos malienses de las zonas rurales emigran durante el periodo de sequía a los pueblos y ciudades cercanos para realizar trabajos esporádicos o a los países limítrofes para trabajar en la agricultura o la minería. Los pastores y los nómadas se desplazan estacionalmente al sur de Mali o a los estados costeros cercanos. Otros emigran a largo plazo a las zonas urbanas de Mali, a Costa de Marfil, a otros países vecinos y, en menor número, a Francia, el antiguo gobernante colonial de Mali. Desde principios de la década de 1990, el papel de Mali ha crecido como país de tránsito para los flujos migratorios regionales y la migración ilegal hacia Europa. Los contrabandistas y traficantes de personas explotan las mismas rutas regionales utilizadas para el transporte de drogas, armas y cigarrillos de contrabando.
Entre principios de 2012 y 2013, la reanudación de los combates en el norte de Mali entre las fuerzas gubernamentales y los secesionistas tuaregs y sus aliados islamistas, una intervención militar internacional dirigida por Francia, así como la escasez crónica de alimentos, provocaron el desplazamiento de cientos de miles de malienses. La mayoría de los desplazados internos buscaron refugio en las zonas urbanas del sur de Mali, excepto los grupos de pastores y nómadas, que abandonaron sus rutas tradicionales, regalaron o vendieron su ganado y se dispersaron por los desiertos del norte de Mali o cruzaron a los países vecinos. Casi todos los malienses que se refugiaron en el extranjero (en su mayoría pastores tuaregs y maures) se quedaron en la región, principalmente en Mauritania, Níger y Burkina Faso.

## Evolución

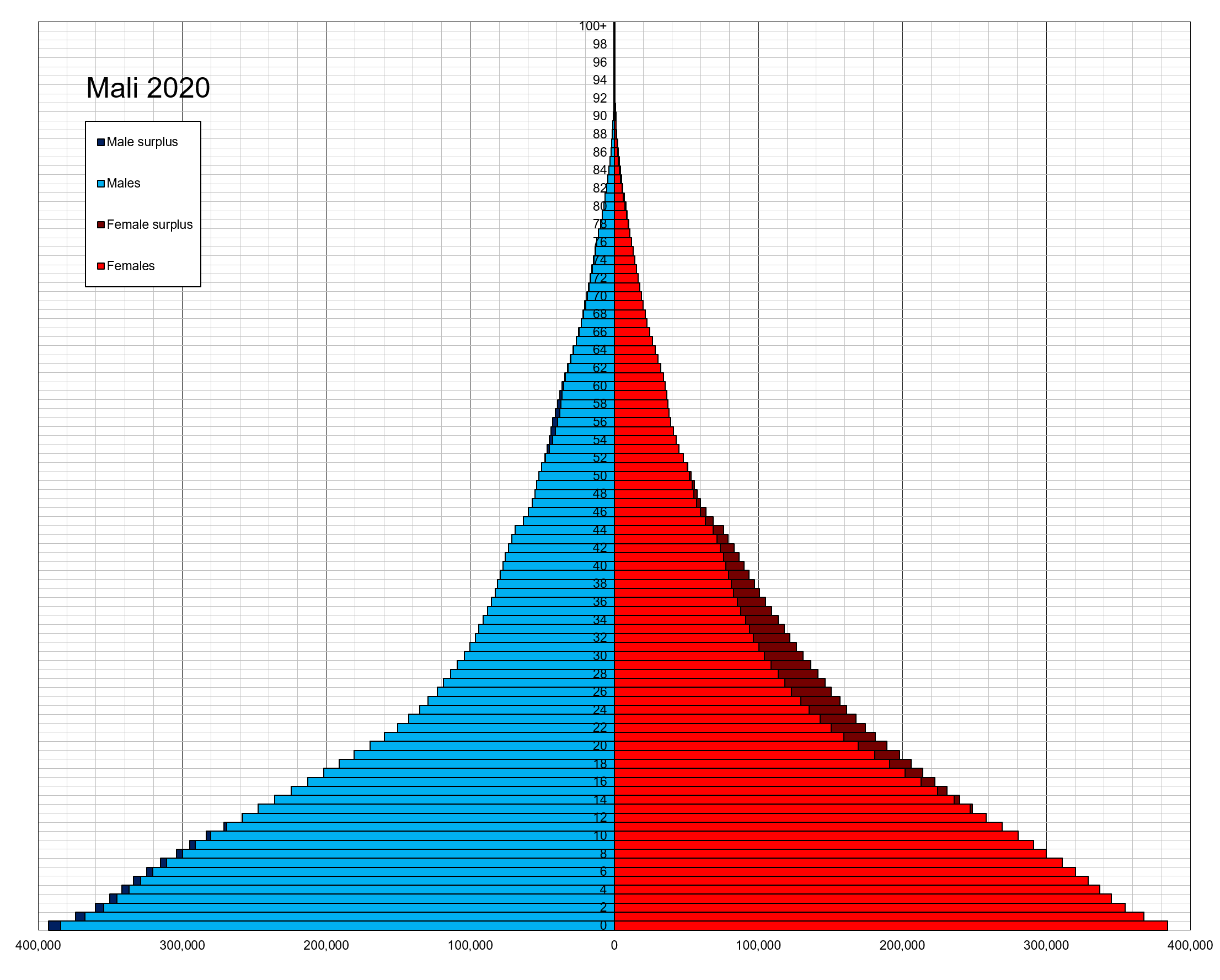
Pirámide de población de Mali en 2020.

En 2018, la población de Mali se estimó en 19,1 millones, con una tasa de crecimiento anual del 2.7%. La población predominante en el país es rural (68% en 2002), siendo el 5.10% de los malienses nómadas. Más del 90% de la población vive en la parte sur del país, especialmente en Bamako, que cuenta con más de 1 millón de habitantes.

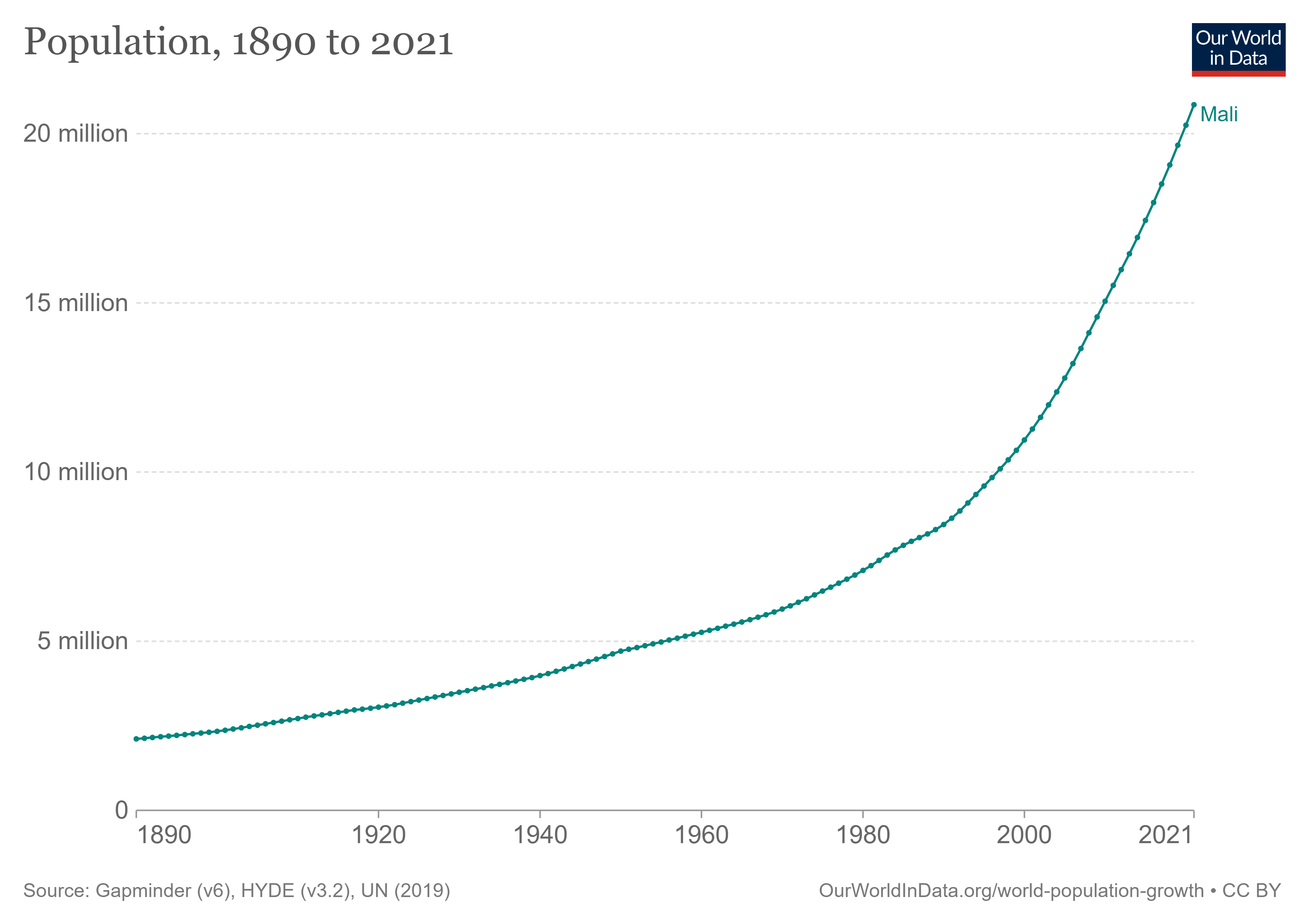
Población de Mali (1890-2021).

En 2007, alrededor del 48% de los malienses tenían menos de 15 años de edad, el 49% tenían entre 15-64 años de edad, y el 3% eran mayores de 65 años. La mediana de edad fue de 15,9 años. La tasa de natalidad en 2007 era de 49,6 nacimientos por cada 1.000 habitantes y la tasa global de fecundidad fue de 7,4 hijos por mujer. Por otro lado, la tasa de mortalidad en 2007 fue de 16,5 muertes por cada 1.000 habitantes. La esperanza de vida al nacer se estimó  en 49,5 años en total (47,6 para los hombres y 51,5 para las mujeres). Mali tiene una de las tasas más altas del mundo en cuanto a mortalidad infantil, con 106 muertes cada 1.000 recién nacidos.
De acuerdo con la revisión de 2010, el total de población fue de 15,37 millones, en contraste con los 4,63 millones en 1950. Del estudio de 2010, se obtuvo que la proporción de niños por debajo de los 15 años se situaba en torno al 47.2%, mientras que el 50.6% se encontraba en el intervalo de los 15 a 65 años. Tan solo el 2.2% superaba los 65 años.
|      | Población total (x 1000) | Población entre 0–14 (%) | Población entre 15–64 (%) | Población entre 65+ (%) |
| ---- | ------------------------ | ------------------------ | ------------------------- | ----------------------- |
| 1950 | 4 638                    | 38.9                     | 58.3                      | 2.8                     |
| 1955 | 4 928                    | 40.1                     | 57.4                      | 2.5                     |
| 1960 | 5 248                    | 40.5                     | 57.2                      | 2.3                     |
| 1965 | 5 597                    | 41.5                     | 56.2                      | 2.3                     |
| 1970 | 6 034                    | 42.3                     | 55.2                      | 2.4                     |
| 1975 | 6 604                    | 43.3                     | 54.1                      | 2.6                     |
| 1980 | 7 246                    | 44.6                     | 52.6                      | 2.8                     |
| 1985 | 8 010                    | 45.8                     | 51.3                      | 2.9                     |
| 1990 | 8 673                    | 47.5                     | 49.5                      | 3.0                     |
| 1995 | 9 825                    | 47.4                     | 49.9                      | 2.8                     |
| 2000 | 11 295                   | 47.2                     | 50.3                      | 2.5                     |
| 2005 | 13 177                   | 47.1                     | 50.6                      | 2.3                     |
| 2010 | 15 370                   | 47.2                     | 50.6                      | 2.2                     |

## Estadísticos de vida
El registro sobre eventos vitales no está completo en Mali. El departamento de población de los Estados Unidos calculó las siguientes estimaciones.

| Periodo | Nacidos vivos por año | Muertes por año | Cambio natural cada año | TBN* | TBM* | CN*  | TMI* | TTF* |
| --- | --------------------- | --------------- | ----------------------- | ---- | ---- | ---- | ---- | ---- |
| 1950-1955 | 231 000               | 166 000         | 65 000                  | 48.4 | 34.7 | 13.6 | 6.48 | 175  |
| 1955-1960 | 248 000               | 175 000         | 74 000                  | 48.8 | 34.3 | 14.5 | 6.65 | 173  |
| 1960-1965 | 266 000               | 182 000         | 84 000                  | 49.1 | 33.7 | 15.5 | 6.75 | 168  |
| 1965-1970 | 287 000               | 180 000         | 107 000                 | 49.4 | 31.0 | 18.4 | 6.87 | 162  |
| 1970-1975 | 312 000               | 179 000         | 133 000                 | 49.3 | 28.3 | 21.1 | 6.93 | 156  |
| 1975-1980 | 343 000               | 179 000         | 163 000                 | 49.5 | 25.9 | 23.6 | 7.01 | 149  |
| 1980-1985 | 377 000               | 181 000         | 196 000                 | 49.4 | 23.7 | 25.8 | 7.07 | 141  |
| 1985-1990 | 408 000               | 179 000         | 229 000                 | 48.9 | 21.5 | 27.4 | 7.09 | 135  |
| 1990-1995 | 450 000               | 185 000         | 265 000                 | 48.7 | 20.1 | 28.7 | 7.01 | 127  |
| 1995-2000 | 519 000               | 196 000         | 323 000                 | 49.1 | 18.6 | 30.5 | 6.88 | 119  |
| 2000-2005 | 600 000               | 210 000         | 390 000                 | 49.0 | 17.2 | 31.8 | 6.71 | 111  |
| 2005-2010 | 680 000               | 221 000         | 459 000                 | 47.6 | 15.5 | 32.1 | 6.46 | 101  |
| * TBN = tasa bruta de natalidad (por 1000); TBM = tasa bruta de mortalidad(por 1000); CN = cambio natural (por 1000); TMI = tasa de mortalidad infantil cada 1000 nacimientos; TTF = tasa total de fertilidad (número de niños por mujer) |                       |                 |                         |      |      |      |      |      |

## Fertilidad y nacimientos
Se incluye la tasa global de fecundidad (TGF) y la tasa bruta de natalidad (TBN):
| Año       | TBN (Total) | TGF (Total) | TBN (Urbano) | TGF (Urbano) | TBN (Rural) | TGF (Rural) |
| --------- | ----------- | ----------- | ------------ | ------------ | ----------- | ----------- |
| 1981-1983 |             | 7,10        |              | 6,85         |             | 7,17        |
| 1984-1986 |             | 6,73        |              | 6,09         |             | 6,97        |
| 1995-1996 | 45,1        | 6,7         | 39,9         | 5,4          | 47,2        | 7,3         |
| 2001      | 45,1        | 6,8         | 42,1         | 5,5          | 45,9        | 7,3         |
| 2006      | 45,2        | 6,6         | 41,8         | 5,4          | 46,6        | 7,2         |
| 2012-2013 | 38,8        | 6,1         | 36,7         | 5,0          | 39,2        | 6,5         |

## Inmigración y emigración
Mali poseía un saldo migratorio estimado de -6.6 migrantes por cada 1000 personas en 2006. Se cree que alrededor de unos 3 millones de malienses residen en Costa de Marfil o Francia. Por el contrario, de acuerdo con la estimación de 2003, Mali acoge a unos 11000 mauritanos, la mayoría pastores Fulani que se dedican a la migración transfronteriza. Además, hay varios miles de refugiados de Costa de Marfil, Sierra Leona y Liberia en Bamako y otras áreas urbanas de Mali.

## Grupos étnicos

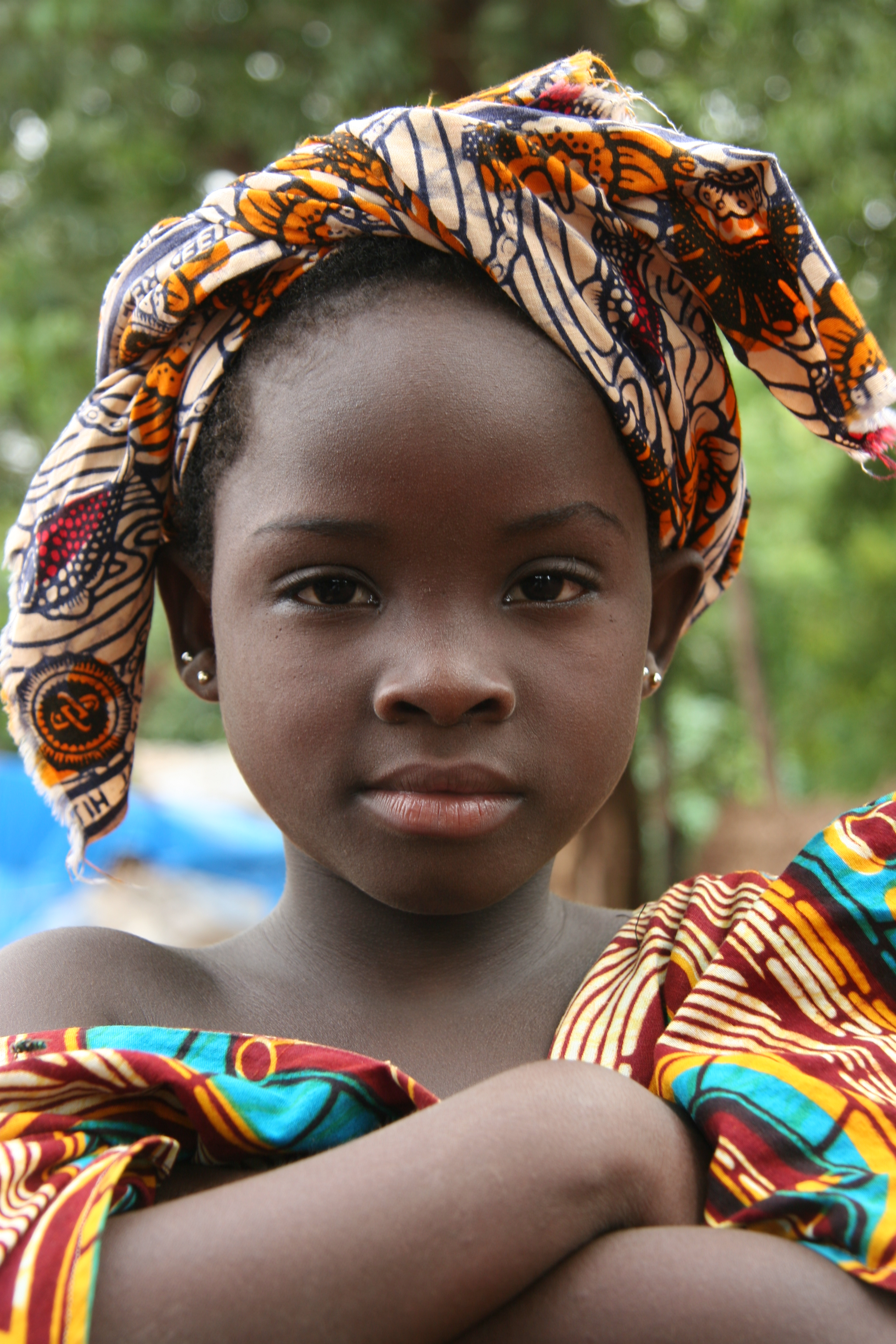
Una niña en Bamako

La población de Mali está compuesta por diversos grupos étnicos subsaharianos, compartiendo entre sí unas tradiciones históricas, culturales y religiosas similares. Las excepciones son dos grupos nómadas del norte, los tuareg, un pueblo bereber, y los maurs. Los tuaregs tradicionalmente han estado opuestos al gobierno central. A partir de junio de 1990, los tuaregs en busca de una mayor autonomía llevaron un enfrentamiento en contra de los militares. En 1992, el gobierno y los grupos más enfrentados llevaron a cabo un pacto para acabar con los enfrentamientos y llevar la paz al norte del país. El objetivo principal de este pacto fue proveer al norte de una mayor autonomía y aumentar la asignación de recursos por parte del gobierno. El acuerdo de paz se celebró en 1996 en Tombuctú.

## Idiomas
Aunque cada grupo étnico habla un idioma diferente, casi el 80% de los malienses se comunica a través del bambara, siendo este el idioma más común del mercado. El francés fue el idioma oficial del país hasta 2023, aunque tan solo lo habla cerca del 30% de los malienses.

## Religión
Se estima que el 90% de los malienses son musulmanes (en su mayoría suníes), un 9% se adhiere a creencias indígenas tradicionales y el 1% son cristianos. El ateísmo y agnosticismo es raro entre los malienses, en su mayoría practican una religión diaria. En cuanto a la religión, la constitución establece un estado laico y establece la libertad religiosa, derecho altamente respetado por el propio gobierno.

## Salud
Los indicadores de salud y desarrollo de Malí se encuentran entre los peores del mundo. En el año 2000, se estimó que solo el 62-65% de la población tenía acceso al agua y el 69% al aseamiento; tan solo el 8% se estima que tenga acceso a instalaciones sanitarias modernas.
Según la estimación, hubo unos 140 000 casos del virus de inmunodeficiencia humana (VIH) reportados en 2003, y se estima que el 1.9% de la población este afectado por el mismo.

## Educación
En el curso escolar 2000-2001, la tasa de matriculación en la escuela de primaria fue del 61% (71% de todos los varones y 51% de todas las mujeres). La tasa de finalización de la escuela de primaria también es baja: solo el 36% de los estudiantes del año 2003. Según los informes, la mayoría abandona la escuela a los 12 años. A finales de 1990, la tasa de matriculación en secundaria fue del 15% (20% de los varones y 10% de las mujeres).
De acuerdo con los Estados Unidos, la tasa de alfabetización en el adulto (definida como aquellos mayores de 15 años que saben leer y escribir) fue del 46.4% de la población total en 2003. De acuerdo con las Naciones Unidas, es tan solo del 27-30%, siendo de las más bajas de África.